# Partidul Creștin Social (Austria)

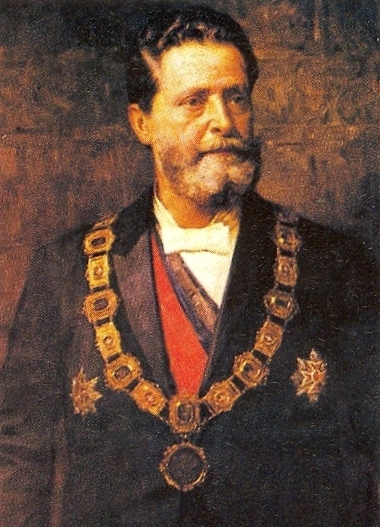
Karl Lueger a fondat Partidul Creștin Social în 1893

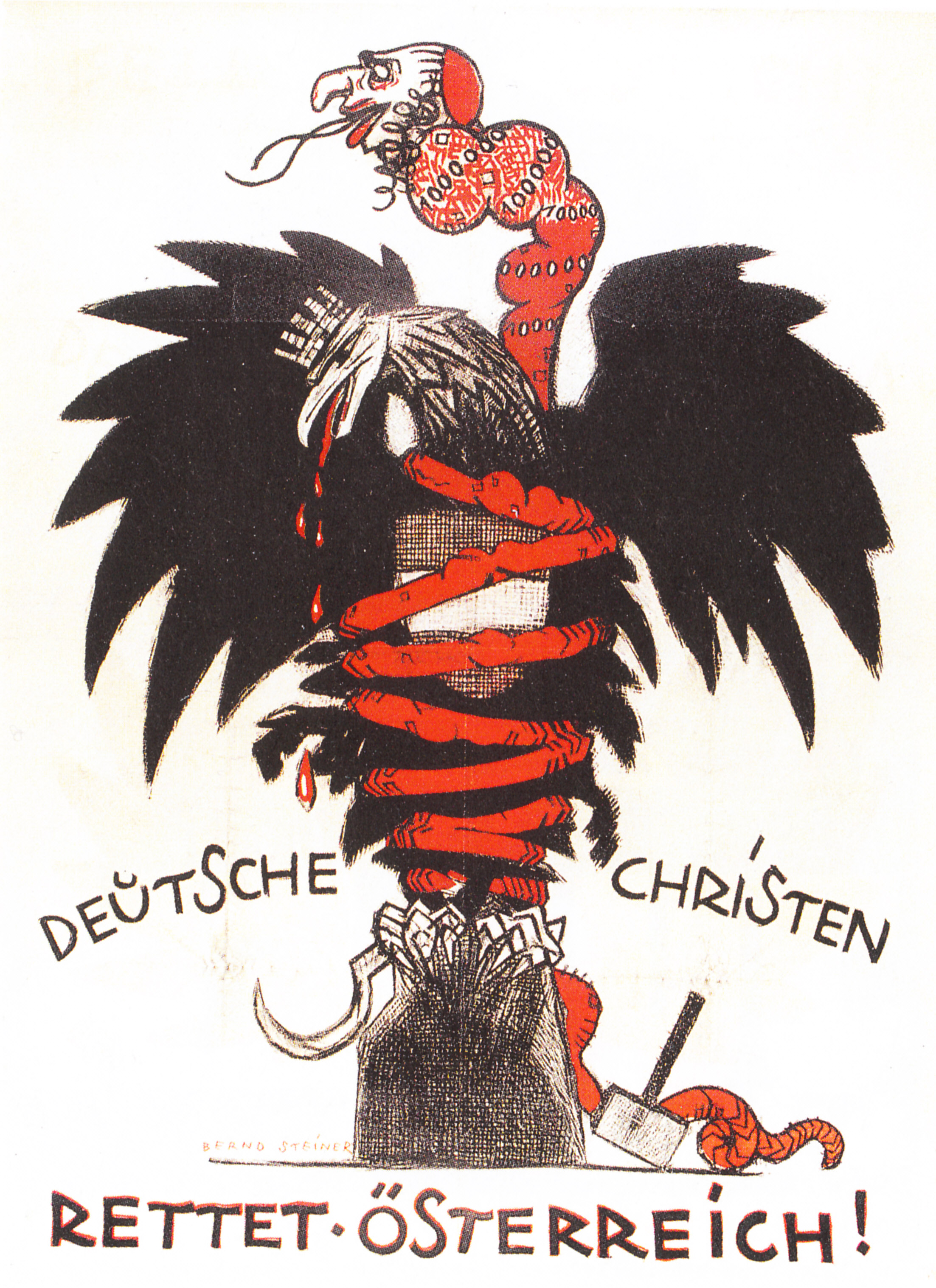
Poster antisemit al Partidului Creștin Social în perioada alegerilor parlamentare din 1920.

Partidul Creștin Social din Austria (prescurtat CS sau CSP) a fost un partid din Austro-Ungaria și din Prima Republică a Austriei. A existat din 1893 până în 1934 și a fost un precursor al Partidului Popular din zilele noastre, fiind de culoare politică „neagră”.